# Continental Basketball Association
|  | «CBA» redirigeix aquí. Vegeu-ne altres significats a «Compañía Balear de Automóviles». |

La Continental Basketball Association (CBA) és una lliga professional de basquetbol masculina dels Estats Units.
La CBA fou fundada el 29 d'abril de 1946, amb el nom d'Eastern Pennsylvania Basketball League (1946-47). Entre 1948 i 1970 fou denominada Eastern Professional Basketball League, i Eastern Basketball Association fins al 1978. L'1 de juny d'aquest any el seu nom esdevingué Continental Basketball Association. Les arrels de la competició es troben a Pennsilvània, però la seu actual es troba a Albany (Nova York).
El 1999 els clubs de la lliga van ser comprats per un grup inversor encapçalat per l'antic jugador de l'NBA Isiah Thomas. L'operació no resultà cap èxit i la CBA es declarà en fallida el febrer del 2001. Alguns dels seus equips optaren per ingressar, breument, a l'International Basketball League. En finalitzar el 2001, els clubs de la CBA i la IBL s'uniren i recuperaren la competició de nou.

## Historial
- Sèrie al millor de tres partits

| Temporada | Campió                  | Resultat | Finalista             |
| --------- | ----------------------- | -------- | --------------------- |
| 1946-47   | Wilkes-Barre Barons     | 2-1      | Lancaster Red Roses   |
| 1947-48   | Reading Keys            | 2-1      | Hazleton Mountaineers |
| 1948-49   | Pottsville Packers      | 2-1      | Harrisburg Senators   |
| 1949-50   | Williamsport Billies    | 2-1      | Harrisburg Senators   |
| 1950-51   | Sunbury Mercuries       | 2-0      | York Victory A.C.     |
| 1951-52   | Pottsville Packers      | 2-1      | Sunbury Mercuries     |
| 1952-53   | Williamsport Billies    | 2-1      | Berwick Carbuilders   |
| 1953-54   | Williamsport Billies    | 2-1      | Lancaster Red Roses   |
| 1954-55   | Wilkes-Barre Barons     | 2-1      | Hazelton Hawks        |
| 1955-56   | Wilkes-Barre Barons     | 3-1      | Williamsport Billies  |
| 1956-57   | Scranton Miners         | 2-1      | Hazelton Hawks        |
| 1957-58   | Wilkes-Barre Barons     | 2-1      | Easton Madisons       |
| 1958-59   | Wilkes-Barre Barons     | 2-1      | Scranton Miners       |
| 1959-60   | Easton Madisons         | 2-1      | Baltimore Bullets     |
| 1960-61   | Baltimore Bullets       | 1-0      | Allentown Jets        |
| 1961-62   | Allentown Jets          | 2-1      | Williamsport Billies  |
| 1962-63   | Allentown Jets          | 2-1      | Wilkes-Barre Barons   |
| 1963-64   | Camden Bullets          | 2-0      | Trenton Colonials     |
| 1964-65   | Allentown Jets          | 2-1      | Scranton Miners       |
| 1965-66   | Wilmington Blue Bombers | 2-1      | Wilkes-Barre Barons   |
| 1966-67   | Wilmington Blue Bombers | 2-1      | Scranton Miners       |

- Sèrie al millor de cinc partits

| Temporada | Campió              | Resultat | Finalista               |
| --------- | ------------------- | -------- | ----------------------- |
| 1967-68   | Allentown Jets      | 3-2      | Wilkes-Barre Barons     |
| 1968-69   | Wilkes-Barre Barons | 3-2      | Wilmington Blue Bombers |
| 1969-70   | Allentown Jets      | 3-2      | Wilmington Blue Bombers |
| 1970-71   | Scranton Apollos    | 3-1      | Hamden Bics             |
| 1971-72   | Allentown Jets      | 3-2      | Scranton Apollos        |
| 1972-73   | Wilkes-Barre Barons | 3-2      | Hartford Capitols       |
| 1973-74   | Hartford Capitols   | 3-2      | Allentown Jets          |
| 1974-75   | Allentown Jets      | 2-1      | Hazelton Bullets        |
| 1975-76   | Allentown Jets      | 3-2      | Lancaster Red Roses     |
| 1976-77   | Scranton Apollos    | 3-1      | Allentown Jets          |
| 1977-78   | Wilkes-Barre Barons | 3-2      | Lancaster Red Roses     |

- Sèrie al millor de set partits

| Temporada | Campió                     | Resultat | Finalista                  |
| --------- | -------------------------- | -------- | -------------------------- |
| 1978-79   | Rochester Zeniths          | 4-0      | Anchorage Northern Knights |
| 1979-80   | Anchorage Northern Knights | 4-3      | Rochester Zeniths          |
| 1980-81   | Rochester Zeniths          | 4-0      | Montana Golden Nuggets     |
| 1981-82   | Lancaster Lightning        | 4-1      | Billings Volcanos          |
| 1982-83   | Detroit Spirits            | 4-3      | Montana Golden Nuggets     |
| 1983-84   | Albany Patroons            | 3-2      | Wyoming Wildcatters        |
| 1984-85   | Tampa Bay Thrillers        | 4-3      | Detroit Spirits            |
| 1985-86   | Tampa Bay Thrillers        | 4-1      | La Crosse Catbirds         |
| 1986-87   | Rapid City Thrillers       | 4-1      | Rockford Lightning         |
| 1987-88   | Albany Patroons            | 4-3      | Wyoming Wildcatters        |
| 1988-89   | Tulsa Fast Breakers        | 4-0      | Rockford Lightning         |
| 1989-90   | La Crosse Catbirds         | 4-1      | Rapid City Thrillers       |
| 1990-91   | Wichita Falls Texans       | 4-3      | Quad City Thunder          |
| 1991-92   | La Crosse Catbirds         | 4-3      | Rapid City Thrillers       |
| 1992-93   | Omaha Racers               | 4-2      | Grand Rapids Hoops         |
| 1993-94   | Quad City Thunder          | 4-1      | Omaha Racers               |
| 1994-95   | Yakima Sun Kings           | 4-2      | Pittsburgh Piranhas        |
| 1995-96   | Sioux Falls Skyforce       | 4-1      | Fort Wayne Fury            |
| 1996-97   | Oklahoma City Cavalry      | 4-2      | Florida Beachdogs          |
| 1997-98   | Quad City Thunder          | 4-3      | Sioux Falls Skyforce       |
| 1998-99   | Connecticut Pride          | 4-1      | Sioux Falls Skyforce       |

- Partit de campionat

| Temporada | Campió                                  | Resultat                                | Finalista                               |
| --------- | --------------------------------------- | --------------------------------------- | --------------------------------------- |
| 1999-00   | Yakima Sun Kings                        | 109-93                                  | LaCrosse Bobcats                        |
| 2000-01   | la lliga suspengué les seves activitats | la lliga suspengué les seves activitats | la lliga suspengué les seves activitats |
| 2001-02   | Dakota Wizards                          | 116-109                                 | Rockford Lightning                      |
| 2002-03   | Yakima Sun Kings                        | 117-107                                 | Grand Rapids Hoops                      |
| 2003-04   | Dakota Wizards                          | 132-129                                 | Idaho Stampede                          |

- Sèrie al millor de cinc partits

| Temporada | Campió               | Resultat | Finalista          |
| --------- | -------------------- | -------- | ------------------ |
| 2004-2005 | Sioux Falls Skyforce | 3-1      | Rockford Lightning |

- Sèrie al millor de tres partits

| Temporada | Campió           | Resultat | Finalista       |
| --------- | ---------------- | -------- | --------------- |
| 2005-2006 | Yakama Sun Kings | 2-1      | Gary Steelheads |

## Any a any
Els equips amb canvi de franquícia figuren en temporades consecutive a la mateixa línia
| Eastern Professional Basketball League (fins a 1970) | Eastern Professional Basketball League (fins a 1970) | Eastern Professional Basketball League (fins a 1970) | Eastern Professional Basketball League (fins a 1970) | Eastern Professional Basketball League (fins a 1970) | Eastern Professional Basketball League (fins a 1970)  | Eastern Professional Basketball League (fins a 1970) | Eastern Professional Basketball League (fins a 1970) | Eastern Professional Basketball League (fins a 1970) | Eastern Professional Basketball League (fins a 1970) | Eastern Professional Basketball League (fins a 1970) | Eastern Professional Basketball League (fins a 1970) | Eastern Professional Basketball League (fins a 1970) | Eastern Professional Basketball League (fins a 1970) | Eastern Professional Basketball League (fins a 1970) | Eastern Professional Basketball League (fins a 1970) |
| 1946-1947                                            | 1947-1948                                            | 1948-1949                                            | 1949-1950                                            | 1950-1951                                            | 1951-1952                                             | 1952-1953                                            | 1953-1954                                            | 1954-1955                                            | 1955-1956                                            | 1956-1957                                            | 1957-1958                                            | 1958-1959                                            | 1959-1960                                            | 1960-1961                                            | 1961-1962                                            |
| ---------------------------------------------------- | ---------------------------------------------------- | ---------------------------------------------------- | ---------------------------------------------------- | ---------------------------------------------------- | ----------------------------------------------------- | ---------------------------------------------------- | ---------------------------------------------------- | ---------------------------------------------------- | ---------------------------------------------------- | ---------------------------------------------------- | ---------------------------------------------------- | ---------------------------------------------------- | ---------------------------------------------------- | ---------------------------------------------------- | ---------------------------------------------------- |
| Allentown Rockets                                    |                                                      |                                                      | Berwick Carbuilders                                  | Berwick Carbuilders                                  | Berwick Carbuilders                                   | Berwick Carbuilders                                  | Berwick Carbuilders                                  |                                                      | Trenton Capitols i New York-Harlem Yankees           |                                                      | Wilmington Jets                                      | Allentown Jets (fins a 1979)                         | Allentown Jets (fins a 1979)                         | Allentown Jets (fins a 1979)                         | Allentown Jets (fins a 1979)                         |
| Hazleton Mountaineers                                | Hazleton Mountaineers                                |                                                      |                                                      |                                                      | Hazleton Mountaineers                                 |                                                      |                                                      |                                                      |                                                      |                                                      |                                                      | Baltimore Bullets                                    | Baltimore Bullets                                    | Baltimore Bullets                                    | Camdem Bullets (fins a 1966)                         |
| Lancaster Red Roses (i 1978-1990)                    | Lancaster Red Roses (i 1978-1990)                    | Lancaster Red Roses (i 1978-1990)                    | Lancaster Rockets                                    | Lancaster Rockets                                    | Lancaster Rockets                                     | Lancaster Rockets                                    | Lancaster Red Roses (i 1978-1990)                    | Lancaster Red Roses (i 1978-1990)                    |                                                      |                                                      | Reading Keys                                         |                                                      |                                                      |                                                      | Trenton Colonials (fins a 1969)                      |
| Binghampton Triplets i Pottsville Pros               | Pottsville Packers                                   | Pottsville Packers                                   | Pottsville Packers                                   | Pottsville Packers                                   | Pottsville Packers                                    |                                                      | Hazleton Hawks                                       | Hazleton Hawks                                       | Hazleton Hawks                                       | Hazleton Hawks                                       | Hazleton Hawks                                       | Hazleton Hawks                                       | Hazleton Hawks                                       | Hazleton Hawks                                       | Hazleton Hawks                                       |
| Reading Keys                                         | Reading Keys                                         | Reading Keys                                         | Reading Rangers                                      | Reading Rangers                                      | Reading Merchants                                     |                                                      |                                                      | Scranton MIners (fins a 1970)                        | Scranton MIners (fins a 1970)                        | Scranton MIners (fins a 1970)                        | Scranton MIners (fins a 1970)                        | Scranton MIners (fins a 1970)                        | Scranton MIners (fins a 1970)                        | Scranton MIners (fins a 1970)                        | Scranton MIners (fins a 1970)                        |
| Wilkes-Barre Barons (i 1954-1974)                    |                                                      |                                                      |                                                      |                                                      |                                                       | Pottsville Packers i Wilkes-Barre Aces               |                                                      | Wilkes-Barre Barons (fins a 1974 i 1946-1947)        | Wilkes-Barre Barons (fins a 1974 i 1946-1947)        | Wilkes-Barre Barons (fins a 1974 i 1946-1947)        | Wilkes-Barre Barons (fins a 1974 i 1946-1947)        | Wilkes-Barre Barons (fins a 1974 i 1946-1947)        | Wilkes-Barre Barons (fins a 1974 i 1946-1947)        | Wilkes-Barre Barons (fins a 1974 i 1946-1947)        | Wilkes-Barre Barons (fins a 1974 i 1946-1947)        |
|                                                      | Harrisburg Senators                                  | Harrisburg Senators                                  | Harrisburg Senators                                  | Harrisburg Senators                                  |                                                       | Harrisburg Capitols                                  |                                                      |                                                      |                                                      | Easton Madisons                                      | Easton Madisons                                      | Easton Madisons                                      | Easton Madisons                                      | Easton Madisons                                      |                                                      |
|                                                      | Philadelphia Lumberjacks                             |                                                      |                                                      |                                                      |                                                       | Lebanon Seltzers                                     | Lebanon Seltzers                                     |                                                      |                                                      |                                                      |                                                      |                                                      |                                                      |                                                      |                                                      |
|                                                      | Sunbury Mercuries (fins a 1971)                      |                                                      |                                                      |                                                      |                                                       |                                                      |                                                      |                                                      |                                                      |                                                      |                                                      |                                                      |                                                      |                                                      |                                                      |
|                                                      | Williamsport Billies (fins a 1964)                   |                                                      |                                                      |                                                      |                                                       |                                                      |                                                      |                                                      |                                                      |                                                      |                                                      |                                                      |                                                      |                                                      |                                                      |
|                                                      |                                                      | York Victory A.C.                                    | York Victory A.C.                                    | York Professionals                                   | York Cleaners, Ashland Greens i Hazleton Mountaineers |                                                      |                                                      |                                                      |                                                      |                                                      |                                                      |                                                      |                                                      |                                                      |                                                      |

| Eastern Professional Basketball League (des de 1946) | Eastern Professional Basketball League (des de 1946) | Eastern Professional Basketball League (des de 1946) | Eastern Professional Basketball League (des de 1946) | Eastern Professional Basketball League (des de 1946) | Eastern Professional Basketball League (des de 1946) | Eastern Professional Basketball League (des de 1946) | Eastern Professional Basketball League (des de 1946) | Eastern Basketball Association                | Eastern Basketball Association                | Eastern Basketball Association                | Eastern Basketball Association                | Eastern Basketball Association                | Eastern Basketball Association      | Eastern Basketball Association          | Eastern Basketball Association     |
| 1962-1963                                            | 1963-1964                                            | 1964-1965                                            | 1965-1966                                            | 1966-1967                                            | 1967-1968                                            | 1968-1969                                            | 1969-1970                                            | 1970-1971                                     | 1971-1972                                     | 1972-1973                                     | 1973-1974                                     | 1974-1975                                     | 1975-1976                           | 1976-1977                               | 1977-1978                          |
| ---------------------------------------------------- | ---------------------------------------------------- | ---------------------------------------------------- | ---------------------------------------------------- | ---------------------------------------------------- | ---------------------------------------------------- | ---------------------------------------------------- | ---------------------------------------------------- | --------------------------------------------- | --------------------------------------------- | --------------------------------------------- | --------------------------------------------- | --------------------------------------------- | ----------------------------------- | --------------------------------------- | ---------------------------------- |
| Sunbury Mercuries (des de 1947)                      | Sunbury Mercuries (des de 1947)                      | Sunbury Mercuries (des de 1947)                      | Sunbury Mercuries (des de 1947)                      | Sunbury Mercuries (des de 1947)                      | Sunbury Mercuries (des de 1947)                      | Sunbury Mercuries (des de 1947)                      | Sunbury Mercuries (des de 1947)                      | Sunbury Mercuries (des de 1947)               |                                               | Hamburg/Hazleton Bullets                      | Hazleton Bullets                              | Hazleton Bullets                              | Hazleton Bullets                    | Hazleton / Ausbury Park i Shore Bullets | Jersey Shore Bullets (fins a 1979) |
| Williamsport Billies (des de 1947)                   | Williamsport Billies (des de 1947)                   |                                                      | New Haven Elms                                       | New Haven Elms                                       | Hamden Bics                                          | New Haven Elms                                       | Hamden Bics                                          | Hamden Bics                                   |                                               | Garden State Colonials                        | East Orange Colonials                         |                                               | Connecticut Gold Coast Stars        |                                         | Brooklyn Dodgers                   |
| Scranton Miners (des de 1954)                        | Scranton Miners (des de 1954)                        | Scranton Miners (des de 1954)                        | Scranton Miners (des de 1954)                        | Scranton Miners (des de 1954)                        | Scranton Miners (des de 1954)                        | Scranton Miners (des de 1954)                        | Scranton Miners (des de 1954)                        | Scranton Apollos                              | Scranton Apollos                              | Scranton Apollos                              | Scranton Apollos                              | Scranton Apollos                              | Scranton Apollos                    | Scranton Apollos                        |                                    |
| Wilkes-Barre Barons (des de 1954 i 1946-1947)        | Wilkes-Barre Barons (des de 1954 i 1946-1947)        | Wilkes-Barre Barons (des de 1954 i 1946-1947)        | Wilkes-Barre Barons (des de 1954 i 1946-1947)        | Wilkes-Barre Barons (des de 1954 i 1946-1947)        | Wilkes-Barre Barons (des de 1954 i 1946-1947)        | Wilkes-Barre Barons (des de 1954 i 1946-1947)        | Wilkes-Barre Barons (des de 1954 i 1946-1947)        | Wilkes-Barre Barons (des de 1954 i 1946-1947) | Wilkes-Barre Barons (des de 1954 i 1946-1947) | Wilkes-Barre Barons (des de 1954 i 1946-1947) | Wilkes-Barre Barons (des de 1954 i 1946-1947) | Wilkes-Barre Barons (des de 1954 i 1946-1947) | Wilkes-Barre Barons i Brooklyn Pros | Wilkes-Barre Barons (fins a 1979)       | Wilkes-Barre Barons (fins a 1979)  |
| Allentown Jets (des de 1958 i fins a 1979)           |                                                      |                                                      |                                                      |                                                      |                                                      |                                                      |                                                      |                                               |                                               |                                               |                                               |                                               |                                     |                                         |                                    |
| Camden Bullets (des de 1961)                         | Camden Bullets (des de 1961)                         | Camden Bullets (des de 1961)                         | Camden Bullets (des de 1961)                         |                                                      |                                                      | Springfield Hall o Famers                            |                                                      | Camden Bullets                                |                                               |                                               | Cherry Hill Rookies                           | Cherry Hill Rookies                           |                                     |                                         | Washington Metros                  |
| Trenton Colonials (des de 1961)                      | Trenton Colonials (des de 1961)                      | Trenton Colonials (des de 1961)                      | Trenton Colonials (des de 1961)                      | Trenton Colonials (des de 1961)                      | Trenton Colonials (des de 1961)                      | Trenton Colonials (des de 1961)                      |                                                      |                                               |                                               |                                               |                                               |                                               | Lancaster Red Roses (fins a 1980)   | Lancaster Red Roses (fins a 1980)       | Lancaster Red Roses (fins a 1980)  |
|                                                      | Wilmington Blue Bombers                              | Wilmington Blue Bombers                              | Wilmington Blue Bombers                              | Wilmington Blue Bombers                              | Wilmington Blue Bombers                              | Wilmington Blue Bombers                              | Wilmington Blue Bombers                              | Delaware Blue Bombers                         |                                               |                                               |                                               | Charleston Gunners (fins a 1987)              | Charleston Gunners (fins a 1987)    | Charleston Gunners (fins a 1987)        | Charleston Gunners (fins a 1987)   |
|                                                      |                                                      |                                                      | Harrisburg Patriots                                  | Harrisburg Patriots                                  |                                                      |                                                      |                                                      |                                               | Cherry Hill Demons i Haztelon Bits            |                                               |                                               |                                               |                                     | Hartord Downtowners                     |                                    |
|                                                      |                                                      |                                                      | Johnstown C-J's                                      |                                                      | Binghampton Flyers                                   | Binghampton Flyers                                   | Binghampton Flyers                                   | Trenton Pat Pavers                            | Hamilton Pat Pavers                           | Hamilton Pat Pavers                           | Hamilton Pat Pavers                           |                                               | Long Island Sounds                  |                                         | Long Island Ducks                  |
|                                                      |                                                      |                                                      |                                                      | Hartford Capitols                                    | Hartford Capitols                                    | Hartford Capitols                                    | Hartford Capitols                                    | Hartford Capitols                             | Hartford Capitols                             | Hartford Capitols                             | Hartford Capitols                             |                                               | Trenton Capitols                    |                                         | Quincy Chiefs                      |
|                                                      |                                                      |                                                      |                                                      |                                                      |                                                      |                                                      |                                                      |                                               |                                               |                                               |                                               |                                               |                                     | Syracuse Centennials                    |                                    |
|                                                      |                                                      |                                                      |                                                      |                                                      |                                                      |                                                      |                                                      |                                               |                                               |                                               |                                               |                                               |                                     |                                         | Provicence Shooting Stars          |

| Continental Basketball Association (fins a 2009)    | Continental Basketball Association (fins a 2009) | Continental Basketball Association (fins a 2009) | Continental Basketball Association (fins a 2009) | Continental Basketball Association (fins a 2009) | Continental Basketball Association (fins a 2009) | Continental Basketball Association (fins a 2009) | Continental Basketball Association (fins a 2009) | Continental Basketball Association (fins a 2009) | Continental Basketball Association (fins a 2009) | Continental Basketball Association (fins a 2009) | Continental Basketball Association (fins a 2009) | Continental Basketball Association (fins a 2009) | Continental Basketball Association (fins a 2009) | Continental Basketball Association (fins a 2009) | Continental Basketball Association (fins a 2009) |
| 1978-1979                                           | 1979-1980                                        | 1980-1981                                        | 1981-1982                                        | 1982-1983                                        | 1983-1984                                        | 1984-1985                                        | 1985-1986                                        | 1986-1987                                        | 1987-1988                                        | 1988-1989                                        | 1989-1990                                        | 1990-1991                                        | 1991-1992                                        | 1992-1993                                        | 1993-1994                                        |
| --------------------------------------------------- | ------------------------------------------------ | ------------------------------------------------ | ------------------------------------------------ | ------------------------------------------------ | ------------------------------------------------ | ------------------------------------------------ | ------------------------------------------------ | ------------------------------------------------ | ------------------------------------------------ | ------------------------------------------------ | ------------------------------------------------ | ------------------------------------------------ | ------------------------------------------------ | ------------------------------------------------ | ------------------------------------------------ |
| Allentown Jets (des de 1958)                        | Lehigh Valley                                    | Lehigh Valley                                    |                                                  | Albany Patroons (i 2005-2009)                    | Albany Patroons (i 2005-2009)                    | Albany Patroons (i 2005-2009)                    | Albany Patroons (i 2005-2009)                    | Albany Patroons (i 2005-2009)                    | Albany Patroons (i 2005-2009)                    | Albany Patroons (i 2005-2009)                    | Albany Patroons (i 2005-2009)                    | Albany Patroons (i 2005-2009)                    | Albany Patroons (i 2005-2009)                    |                                                  |                                                  |
| Charleston Gunners (des de 1974)                    | Charleston Gunners (des de 1974)                 | Charleston Gunners (des de 1974)                 | Charleston Gunners (des de 1974)                 | Charleston Gunners (des de 1974)                 | Charleston Gunners (des de 1974)                 | Charleston Gunners (des de 1974)                 | Charleston Gunners (des de 1974)                 | Charleston Gunners (des de 1974)                 |                                                  |                                                  | Santa Barbara Islanders                          |                                                  | Fort Wayne Fury (fins a 2001)                    | Fort Wayne Fury (fins a 2001)                    | Fort Wayne Fury (fins a 2001)                    |
| Lancaster Red Roses (des de 1975)                   | Lancaster Red Roses (des de 1975)                | Philadelphia Kings                               | Lancaster Lightning                              | Lancaster Lightning                              | Lancaster Lightning                              | Lancaster Lightning                              | Baltimore Lightning                              | Rockford Lightning (fins a 2006)                 | Rockford Lightning (fins a 2006)                 | Rockford Lightning (fins a 2006)                 | Rockford Lightning (fins a 2006)                 | Rockford Lightning (fins a 2006)                 | Rockford Lightning (fins a 2006)                 | Rockford Lightning (fins a 2006)                 | Rockford Lightning (fins a 2006)                 |
| Wilkes-Barres Barons (des de 1976)                  | Pennsylvania Barons                              | Scranton Aces                                    |                                                  | Wisconsin Flyers                                 | Wisconsin Flyers                                 | Wisconsin Flyers                                 | Wisconsin Flyers                                 | Wisconsin Flyers                                 | Rochester Flyers                                 | Rochester Flyers                                 | Omaha Racers (fins 1997)                         | Omaha Racers (fins 1997)                         | Omaha Racers (fins 1997)                         | Omaha Racers (fins 1997)                         | Omaha Racers (fins 1997)                         |
| Jersey Shore Bullets (des de 1977)                  |                                                  | Alberta Dusters                                  | Alberta Dusters                                  | Las Vegas / Alburquerque Silvers                 | Alburquerque Silvers                             | Alburquerque Silvers                             |                                                  |                                                  |                                                  |                                                  | Grand Rapids Hoops                               | Grand Rapids Hoops                               | Grand Rapids Hoops                               | Grand Rapids Hoops                               | Grand Rapids Hoops                               |
| Baltimore/Utica Metros i Mohawk Valley Thunderbirds | Utica Olympics                                   | Atlantic City Hi-Rollers                         | Atlantic City Hi-Rollers                         |                                                  |                                                  | Evansville Thunder                               | Evansville Thunder                               |                                                  |                                                  |                                                  | San José Jammers                                 | San José Jammers                                 | Bakersfield Jammers                              |                                                  |                                                  |
| Hawaii Volcanos                                     | Billings Volcanos                                | Billings Volcanos                                | Billings Volcanos                                | Billings Volcanos                                |                                                  | Tampa Bay Thrillers                              | Tampa Bay / Rapid City Thrillers                 | Rapid City Thrillers (fins a 1995)               | Rapid City Thrillers (fins a 1995)               | Rapid City Thrillers (fins a 1995)               | Rapid City Thrillers (fins a 1995)               | Rapid City Thrillers (fins a 1995)               | Rapid City Thrillers (fins a 1995)               | Rapid City Thrillers (fins a 1995)               | Rapid City Thrillers (fins a 1995)               |
| Maine Lumberjacks                                   | Maine Lumberjacks                                | Maine Lumberjacks                                | Maine Lumberjacks                                | Maine Lumberjacks                                | Bay State Bomberdiers                            | Bay State Bomberdiers                            | Bay State Bomberdiers                            | Pensacola Tornados                               | Pensacola Tornados                               | Pensacola Tornados                               | Pensacola Tornados                               | Pensacola Tornados                               | Birmingham Bandits                               | Rochester Renegade                               | Rochester Renegade                               |
| Lancaster Red Roses (i 1947-1949 1953-1955)         |                                                  |                                                  |                                                  |                                                  |                                                  |                                                  |                                                  |                                                  |                                                  |                                                  |                                                  |                                                  |                                                  |                                                  |                                                  |
| Rochester Zeniths                                   | Rochester Zeniths                                | Rochester Zeniths                                | Rochester Zeniths                                | Rochester Zeniths                                |                                                  |                                                  |                                                  |                                                  |                                                  |                                                  | Sioux Falls Sky Force (fins a 2001)              | Sioux Falls Sky Force (fins a 2001)              | Sioux Falls Sky Force (fins a 2001)              | Sioux Falls Sky Force (fins a 2001)              | Sioux Falls Sky Force (fins a 2001)              |
|                                                     |                                                  | Montana Golden Nuggets                           | Montana Golden Nuggets                           | Montana Golden Nuggets                           |                                                  |                                                  |                                                  |                                                  |                                                  |                                                  |                                                  | Oklahoma City Cavalry (fins a 1997)              | Oklahoma City Cavalry (fins a 1997)              | Oklahoma City Cavalry (fins a 1997)              | Oklahoma City Cavalry (fins a 1997)              |
|                                                     |                                                  |                                                  | Albany Patroons                                  | Albany Patroons                                  | Albany Patroons                                  | Albany Patroons                                  | Albany Patroons                                  | Albany Patroons                                  | Albany Patroons                                  | Albany Patroons                                  | Albany Patroons                                  | Albany Patroons                                  | Albany Patroons                                  | Capital Region Pontiacs                          | Hartford Hellcats (fins a 1995)                  |
|                                                     |                                                  |                                                  |                                                  | Reno Bighorns                                    |                                                  | Kansas City Sizzlers                             | Topeka Sizzlers                                  | Topeka Sizzlers                                  | Topeka Sizzlers                                  | Topeka Sizzlers                                  | Yakima Sun Kings (fins a 2001 i 2002-2005)       | Yakima Sun Kings (fins a 2001 i 2002-2005)       | Yakima Sun Kings (fins a 2001 i 2002-2005)       | Yakima Sun Kings (fins a 2001 i 2002-2005)       | Yakima Sun Kings (fins a 2001 i 2002-2005)       |
|                                                     |                                                  |                                                  |                                                  | Detroit Spirits                                  | Detroit Spirits                                  | Detroit Spirits                                  | Detroit Spirits                                  | Savannah Spirits                                 | Savannah Spirits                                 | Tulsa Fast Breakers                              | Tulsa Fast Breakers                              | Tulsa Fast Breakers                              | Tulsa Zone                                       | Fargo-Moorhead Fever                             | Fargo-Moorhead Fever                             |
|                                                     |                                                  |                                                  |                                                  | Ohio Mixers                                      | Ohio Mixers                                      | Cincinnati Slammers                              | Cincinnati Slammers                              | Cincinnati Slammers                              |                                                  | Cedar Rapids Silver Bullets                      | Cedar Rapids Silver Bullets                      | Cedar Rapids Silver Bullets                      | Tri-City Chinook (fins a 1995)                   | Tri-City Chinook (fins a 1995)                   | Tri-City Chinook (fins a 1995)                   |
|                                                     |                                                  |                                                  |                                                  | Wyoming Wildcatters                              | Wyoming Wildcatters                              | Wyoming Wildcatters                              | Wyoming Wildcatters                              | Wyoming Wildcatters                              | Wyoming Wildcatters                              |                                                  |                                                  |                                                  | Hawaii Volcanos                                  |                                                  |                                                  |
|                                                     |                                                  |                                                  |                                                  |                                                  | Toronto Tornados                                 | Toronto Tornados                                 | Toronto/Pensacola Tornados                       | Jacksonville /Mississippi Jets                   | Mississippi Jets                                 | Wichita Falls Texans                             | Wichita Falls Texans                             | Wichita Falls Texans                             | Wichita Falls Texans                             | Wichita Falls Texans                             | Wichita Falls Texans                             |
|                                                     |                                                  |                                                  |                                                  |                                                  | Puerto Rico Coquis                               | Puerto Rico Coquis                               | Maine Windjammers                                |                                                  | Quad City Thunder (fins a 2001)                  | Quad City Thunder (fins a 2001)                  | Quad City Thunder (fins a 2001)                  | Quad City Thunder (fins a 2001)                  | Quad City Thunder (fins a 2001)                  | Quad City Thunder (fins a 2001)                  | Quad City Thunder (fins a 2001)                  |
|                                                     |                                                  |                                                  |                                                  |                                                  | Louisville Catbirds                              | Louisville Catbirds                              | La Crosse Catbirds                               | La Crosse Catbirds                               | La Crosse Catbirds                               | La Crosse Catbirds                               | La Crosse Catbirds                               | La Crosse Catbirds                               | La Crosse Catbirds                               | La Crosse Catbirds                               | La Crosse Catbirds                               |
|                                                     |                                                  |                                                  |                                                  |                                                  | Sarasota Stingers                                | Sarasota Stingers                                | Florida Stingers                                 | Charleston Gunners                               | Charleston Gunners                               | Charleston Gunners                               | Columbus Horizon                                 | Columbus Horizon                                 | Columbus Horizon                                 | Columbus Horizon                                 | Columbus Horizon                                 |
| 1978-1979                                           | 1979-1980                                        | 1980-1981                                        | 1981-1982                                        | 1982-1983                                        | 1983-1984                                        | 1984-1985                                        | 1985-1986                                        | 1986-1987                                        | 1987-1988                                        | 1988-1989                                        | 1989-1990                                        | 1990-1991                                        | 1991-1992                                        | 1992-1993                                        | 1993-1994                                        |

| Continental Basketball Association (des de 1978) | Continental Basketball Association (des de 1978) | Continental Basketball Association (des de 1978) | Continental Basketball Association (des de 1978) | Continental Basketball Association (des de 1978) | Continental Basketball Association (des de 1978) | Continental Basketball Association (des de 1978) | Continental Basketball Association (des de 1978) | Continental Basketball Association (des de 1978) | Continental Basketball Association (des de 1978) | Continental Basketball Association (des de 1978) | Continental Basketball Association (des de 1978) | Continental Basketball Association (des de 1978) | Continental Basketball Association (des de 1978) | Continental Basketball Association (des de 1978) |
| 1994-1995                                        | 1995-1996                                        | 1996-1997                                        | 1997-1998                                        | 1998-1999                                        | 1999-2000                                        | 2000-2001                                        | 2001-2002                                        | 2002-2003                                        | 2003-2004                                        | 2004-2005                                        | 2005-2006                                        | 2006-2007                                        | 2007-2008                                        | 2008-2009                                        |
| ------------------------------------------------ | ------------------------------------------------ | ------------------------------------------------ | ------------------------------------------------ | ------------------------------------------------ | ------------------------------------------------ | ------------------------------------------------ | ------------------------------------------------ | ------------------------------------------------ | ------------------------------------------------ | ------------------------------------------------ | ------------------------------------------------ | ------------------------------------------------ | ------------------------------------------------ | ------------------------------------------------ |
| Rapid City Thrillers (des de 1985)               |                                                  |                                                  |                                                  |                                                  |                                                  |                                                  | Dakota Wizards (de IBA a NBA-DL)                 | Dakota Wizards (de IBA a NBA-DL)                 | Dakota Wizards (de IBA a NBA-DL)                 | Dakota Wizards (de IBA a NBA-DL)                 | Dakota Wizards (de IBA a NBA-DL)                 |                                                  | East Kentucky Mines (a ABA)                      | East Kentucky Mines (a ABA)                      |
| Rockford Lightning (des de 1986)                 | Rockford Lightning (des de 1986)                 | Rockford Lightning (des de 1986)                 | Rockford Lightning (des de 1986)                 | Rockford Lightning (des de 1986)                 | Rockford Lightning (des de 1986)                 | Rockford Lightning (des de 1986)                 | Rockford Lightning (des de 1986)                 | Rockford Lightning (des de 1986)                 | Rockford Lightning (des de 1986)                 | Rockford Lightning (des de 1986)                 | Rockford Lightning (des de 1986)                 |                                                  | SoCal Legends                                    |                                                  |
| Quad City Thunder (des de 1987)                  | Quad City Thunder (des de 1987)                  | Quad City Thunder (des de 1987)                  | Quad City Thunder (des de 1987)                  | Quad City Thunder (des de 1987)                  | Quad City Thunder (des de 1987)                  | Quad City Thunder (des de 1987)                  |                                                  |                                                  |                                                  |                                                  |                                                  | Utah Eagles                                      |                                                  |                                                  |
| Omaha Racers (des de 1989)                       | Omaha Racers (des de 1989)                       | Omaha Racers (des de 1989)                       |                                                  |                                                  |                                                  |                                                  | Saskatchewan Hawks                               |                                                  |                                                  |                                                  |                                                  | Pittsburgh Xplosion                              | Pittsburgh Xplosion                              | Pittsburgh Xplosion                              |
| Sioux Falls Sky Force (des de 1989)              | Sioux Falls Sky Force (des de 1989)              | Sioux Falls Sky Force (des de 1989)              | Sioux Falls Sky Force (des de 1989)              | Sioux Falls Sky Force (des de 1989)              | Sioux Falls Sky Force (des de 1989)              | Sioux Falls Sky Force (des de 1989)              | Sioux Falls Skyforce (a NBA-DL)                  | Sioux Falls Skyforce (a NBA-DL)                  | Sioux Falls Skyforce (a NBA-DL)                  | Sioux Falls Skyforce (a NBA-DL)                  | Sioux Falls Skyforce (a NBA-DL)                  |                                                  | Vancouver Dragons                                | Vancouver Dragons                                |
| Oklahoma City Cavalry (des de 1990)              | Oklahoma City Cavalry (des de 1990)              | Oklahoma City Cavalry (des de 1990)              |                                                  |                                                  |                                                  |                                                  | Flint Fuze                                       | Great Lakes Storm                                | Great Lakes Storm                                | Great Lakes Storm                                |                                                  | Minot SkyRockets                                 | Minot SkyRockets                                 | Minot SkyRockets                                 |
| Yakima Sun Kings (des de 1990 i 2002-2005)       | Yakima Sun Kings (des de 1990 i 2002-2005)       | Yakima Sun Kings (des de 1990 i 2002-2005)       | Yakima Sun Kings (des de 1990 i 2002-2005)       | Yakima Sun Kings (des de 1990 i 2002-2005)       | Yakima Sun Kings (des de 1990 i 2002-2005)       | Yakima Sun Kings (des de 1990 i 2002-2005)       |                                                  | Yakima Sun Kings (i 1990-2001)                   | Yakima Sun Kings (i 1990-2001)                   | Yakima Sun Kings (i 1990-2001)                   | Yakama Sun Kings                                 | Yakama Sun Kings                                 | Yakama Sun Kings                                 |                                                  |
| Fort Wayne Fury (des de 1991)                    | Fort Wayne Fury (des de 1991)                    | Fort Wayne Fury (des de 1991)                    | Fort Wayne Fury (des de 1991)                    | Fort Wayne Fury (des de 1991)                    | Fort Wayne Fury (des de 1991)                    | Fort Wayne Fury (des de 1991)                    |                                                  |                                                  |                                                  |                                                  |                                                  | Great Falls Explorers                            | Great Falls Explorers                            |                                                  |
| Tri-City Chinook (des de 1991)                   |                                                  |                                                  |                                                  |                                                  |                                                  |                                                  |                                                  |                                                  |                                                  |                                                  |                                                  |                                                  |                                                  |                                                  |
| Hartford Hellcats (des de 1993)                  | Connecticut Pride                                | Connecticut Pride                                | Connecticut Pride                                | Connecticut Pride                                | Connecticut Pride                                | Connecticut Pride                                |                                                  |                                                  |                                                  |                                                  |                                                  | Butte Daredevils                                 | Butte Daredevils                                 |                                                  |
| Chicago Rockers                                  | Chicago Rockers                                  |                                                  |                                                  |                                                  |                                                  |                                                  | Fargo-Moorhead Bezz                              |                                                  |                                                  |                                                  | Albany Patroons (i 1982-1992)                    | Albany Patroons (i 1982-1992)                    | Albany Patroons (i 1982-1992)                    | Albany Patroons (i 1982-1992)                    |
| Grand Rapids Mackers                             | Grand Rapids Mackers                             | Grand Rapids Hoops                               | Grand Rapids Hoops                               | Grand Rapids Hoops                               | Grand Rapids Hoops                               | Grand Rapids Hoops                               | Grand Rapids Hoops                               | Grand Rapids Hoops                               |                                                  |                                                  |                                                  | Indiana Alley Cats                               |                                                  |                                                  |
| Harrisburg Hammerheads                           |                                                  |                                                  |                                                  |                                                  |                                                  |                                                  | Gary Steelheads (a USBL)                         | Gary Steelheads (a USBL)                         | Gary Steelheads (a USBL)                         | Gary Steelheads (a USBL)                         | Gary Steelheads (a USBL)                         |                                                  | Lawton-Fort Sill Cavalry (a PBL)                 | Lawton-Fort Sill Cavalry (a PBL)                 |
| Chicago Rockers                                  | Chicago Rockers                                  | La Crosse Bobcats                                | La Crosse Bobcats                                | La Crosse Bobcats                                | La Crosse Bobcats                                | La Crosse Bobcats                                |                                                  |                                                  |                                                  | Michigan Mayhem                                  | Michigan Mayhem                                  |                                                  | Miami Majesty                                    |                                                  |
| Pittsburgh Piranhas                              |                                                  |                                                  | Idaho Stampede (i 2002-2006)                     | Idaho Stampede (i 2002-2006)                     | Idaho Stampede (i 2002-2006)                     | Idaho Stampede (i 2002-2006)                     |                                                  | Idaho Stampede (i 1997-2001, a NBA-PL)           | Idaho Stampede (i 1997-2001, a NBA-PL)           | Idaho Stampede (i 1997-2001, a NBA-PL)           | Idaho Stampede (i 1997-2001, a NBA-PL)           |                                                  | Rio Grande Valley Silverados (a ABA)             |                                                  |
| Mexico City Aztecas                              | San Diego Wildcards                              |                                                  |                                                  |                                                  |                                                  |                                                  |                                                  |                                                  |                                                  |                                                  |                                                  |                                                  |                                                  |                                                  |
| Shreveport Crawdads                              | Shreveport Storm                                 |                                                  |                                                  |                                                  |                                                  |                                                  |                                                  |                                                  |                                                  |                                                  |                                                  |                                                  |                                                  |                                                  |